# Ernestine Rose
Pour les articles homonymes, voir Rose.
Ernestine Louise Rose ou Ernestine Louise Siismondi Potowski, née le 13 janvier 1810 et morte le 4 août 1892, est une féministe, athée et abolitionniste polonaise et américaine. Elle est une figure intellectuelle majeure du mouvement pour les droits des femmes et du féminisme athée aux États-Unis au XIXe siècle.
Elle recourt à un Tribunal laïc à seize ans pour défendre ses droits puis demande audience au Roi Frederick William III pour être exemptée des contraintes imposées à une femme juive en Prusse. Elle fait connaissance en Angleterre avec des réformateurs sociaux et commence ses conférences sous les encouragements de l'utopiste Robert Owen. 
De retour aux États-Unis avec son mari, elle s'engage pour les droits civils et patrimoniaux des femmes mariées. Elle contribue à l'organisation de conférences pour les mouvements des droits civiques et l'abolition de l'esclavage. Elle est reconnue comme une bonne oratrice. Elle écrit pendant une cinquantaine d'années dans un hebdomadaire libre-penseur.

## Biographie

### Enfance et adolescence
Ernestine Louise Rose naît le 13 janvier 1810, dans le ghetto juif de Piotrków Trybunalski, en Pologne  sous le nom de Ernestine Louise Potowsky. Son père est un riche rabbin, austère pratiquant dans son interprétation du judaïsme, et sa mère la fille d'un riche homme d'affaires. Ernestine Rose, leur seule enfant, bénéficie d'une éducation judaïque plus étendue que les filles juives de cette époque. Elle apprend l'hébreu avec un tuteur et étudie la Torah et le Talmud. À 14 ans, elle rejette le judaïsme qui place les femmes dans un statut inférieur aux hommes et entre en conflit avec son père.   

#### Recours au Tribunal laïc
Afin de la contraindre aux obligations de la foi juive, son père, sans son consentement, lui trouve un fiancé lorsqu'elle a seize ans. Selon la coutume juive polonaise, la dot dont elle a hérité à la mort de sa mère reviendra à son époux, ce qu'elle refuse. Au lieu de porter l'affaire devant un tribunal juif (son père étant le rabbin local qui a statué sur la question), elle se tourne vers un tribunal laïc, plaide elle-même sa cause, et gagne. À l'issue de cette démarche, pour démontrer qu'elle a agi pour une question de principe et non d'intérêt, elle remet son héritage à son père.   

#### Audience auprès du roi Frederick William III
Après le remariage de son père, Ernestine Rose quitte la maison familiale et se rend à Berlin (à l'époque capitale de la Prusse). Là, elle découvre qu'être une juive Polonaise limite son accès à un travail et la durée de son séjour dans le pays. Refusant ces contraintes, elle demande audience au Roi Frederick William III. Celui-ci, impressionné par son assurance lui accorde une exemption à ces lois.  
Cherchant un moyen de subvenir à ses besoins, elle invente et commercialise un papier déodorant qui lui rapporte suffisamment d'argent pour voyager en Allemagne. C'est là qu'elle est confrontée à la misère de la classe ouvrière, en particulier les femmes et les enfants.  

### Carrière

#### Droits de l'homme pour tous en Angleterre
En 1829, elle part en Angleterre ou elle rencontre Elizabeth Fry et Thomas Paine ainsi que l'utopiste Robert Owen. Elle commence à prononcer des discours devant les travailleurs et en 1835, elle est l'une des fondatrices de l'Association of All Classes of All Nations, une association athée britannique qui défend les Droits de l'homme pour tous, sans distinction de sexe, de classe, de couleur ou de nationalité. Elle enseigne en Angleterre et aux États-Unis (déménageant aux États-Unis en mai 1836) et est décrite par Samuel Putnam III comme «l'un des meilleurs professeurs de son temps». Il a écrit qu'« aucun homme orthodoxe (au sens religieux) ne pouvait la dépasser dans le débat ». 

« Agitate, Agitate ! »

— Ernestine Rose, The Rabbi's atheist daughter : Ernestine Rose, international feminist pioneer, p 78

#### Droits des femmes mariées à New York
Au cours de l'hiver 1836, le juge Thomas Hertell, radical et libre-penseur, présente une loi à l'Assemblée législative de New York pour rechercher des moyens d'améliorer les droits civils et patrimoniaux des femmes mariées, et leur permettre de conserver leurs biens pour elles-mêmes, ce qu'elles n'ont pas le droit de faire à New York. Après avoir entendu parler de la résolution, Ernestine Rose rédige une pétition et commence à demander des noms pour la soutenir à l'Assemblée législative de l'État, puis envoie la pétition en 1838. Il s'agit de la première pétition présentée par une femme à New York. Ernestine Rose continue d'augmenter à la fois le nombre de pétitions et la liste des signataires jusqu'à ce que les droits soient finalement obtenus en 1848 avec la loi sur les biens des femmes mariées. Parmi les personnes célèbres ayant participé au mouvement pour ce projet de loi, citons Susan B. Anthony, Elizabeth Cady Stanton, Lucretia Mott et Frances Wright, qui sont toutes athées. Plus tard, lorsque Susan B. Anthony et Elizabeth Cady Stanton analysent les influences qui ont conduit à la Déclaration de Seneca Falls sur les Droits des femmes en 1848, trois facteurs sont identifiés : les deux premiers étant les idées radicales de Frances Wright et Ernestine Rose sur la religion et la démocratie, et le dernier étant le contexte du début du processus de réforme des droits de propriété des femmes dans les années 1830 et 1840. 

#### Abolition de l'esclavage et droit de vote des femmes
Ernestine Rose rejoint ensuite un groupe de libres penseurs qui s'organisent en une Society for Moral Philanthropists, dans laquelle elle enseigne souvent. En 1837, elle participe à un long débat où les sujets traités comprennent la défense de l'abolition de l'esclavage, les droits des femmes, l'égalité des chances en matière d'éducation et les droits civils. En 1845, elle est présente au premier congrès nationale des infidèles [athées]. Ernestine Rose s'implique dans la controverse au sujet du droit de vote des femmes dans le Michigan, en 1846. Lors de la première conférence de Convention annuelle des droits des femmes à Worcester, dans le Massachusetts, en 1850, elle s'oppose à appeler la Bible à garantir les droits des femmes, affirmant que la liberté des femmes et les droits de l’homme sont fondés sur « les lois de l'humanité » et que les femmes, par conséquent, n'ont pas besoin de la permission écrite de Paul de Tarse ou de Moïse.  
Elle assiste au congrès sur les droits des femmes du Tabernacle à New York le 10 septembre 1853 et prononce un discours à la Hartford Bible Convention en 1854. C'est en mars de la même année qu'elle part avec Susan B. Anthony en tournée de conférences à Washington DC. Susan B. Anthony organise des réunions et Ernestine Rose prononce les discours ; après cette tournée réussie, Susan B. Anthony entame sa première tournée de conférences.  
Plus tard, en octobre 1854, Ernestine Rose est élue présidente de la Convention annuelle des droits des femmes à Philadelphie, surmontant l'objection selon laquelle elle est inéligible en raison de son athéisme. Susan B. Anthony la soutient, déclarant que toutes les personnes de toutes les religions - ou d'aucune d'entre elles - doivent avoir le droit de défendre leur cause. 
Elle fait une apparition à Albany, New York, pour la Convention annuelle des droits des femmes au début du mois de février 1861, la dernière à se tenir jusqu'à la fin de la guerre civile. Le 14 mai 1863, elle participe avec Elizabeth Cady Stanton, Susan B. Anthony, Lucy Stone et Antonieta Blackwell, à l'organisation de la première Women's National Loyal League qui revendique l'égalité des droits civiques pour les Noirs et les femmes et apporte son soutien au gouvernement dans la guerre civile, « dans la mesure où il mène une guerre pour la liberté ».  
Ernestine Rose est présente à la réunion de l'American Equal Rights Association, au cours de laquelle advient un schisme, et, le 15 mai 1869, elle s'associe à Elizabeth Cady Stanton, Susan B. Anthony et Lucy Stone pour former une nouvelle organisation, le National Woman Suffrage Association, qui combat pour le suffrage masculin et le suffrage féminin. 

#### Athéisme, tempérance et abolitionnisme
Ernestine Rose écrit pendant une cinquantaine d'années dans le Boston Investigator, une hebdomadaire libre-penseur. Elle donne fréquemment des conférences à la Society for Moral Philanthropists. Elle lève des fonds pour une tentative de société utopique de Skaneateles, créée sur le modèle de la Owen's New Harmony Community d'Indiana, qui ne fonctionnera pas. 

### Vie privée
En 1832 elle épouse William Rose, un vendeur de pierres précieuses et d'argent, disciple de Robert Owen, au cours d'une cérémonie civile. Le couple s'installe en 1836 à 484 Grand Street,  New York. Elle y ouvre un atelier d'orfèvrerie et outre les réparations de bijoux et montres, elle fabrique et vend une eau de Cologne. Avant de mourir, elle s'assure que ses amis libre-penseurs la défendront contre de possibles rumeurs de conversion sur son lit de mort. Elle meurt à Brighton, en Angleterre, le 4 août 1892, à l'âge de quatre-vingt-deux ans et est enterrée au Highgate Cemetery East, à Londres. 

## Postérité
En 1996, elle est inscrite au National Women's Hall of Fame. 
Elle est moins connue et reconnue aujourd'hui comme militante et oratrice que des femmes comme Elizabeth Cady Stanton and Susan B. Anthony, alors qu'elle était plus célèbre qu'elles à son époque. Selon Bonnie Anderson, elle est gommée progressivement de l'histoire car c'est une immigrante, une radicale et une athée. 

## Publications
- (en-US) The Necessity for the Utter Extinction of Slavery dans Outspoken women : speeches by American women reformers, 1635-1935, Dubuque, Iowa, Kendall/Hunt Pub. Co., 1984, 258 p. (lire en ligne), p. 130-134
- (en-US) This is the Law but Where is the Justice of it ? dans Women and the national experience : primary sources in American history, Addison-Wesley Educational Publishers, 1852 (lire en ligne), -89
- (en-US) A defence of atheism : being a lecture delivered in Mercantile Hall, Boston, April 10, 1861, 1881 (lire en ligne)